# Мэллок, Вильям
Уи́льям Мэ́ллок (англ. William Hurrell Mallock (1849—1923)) — английский писатель.

## Биография
Уильям Харрелл Мэллок, племянник английского историка Джемса Фруда, находился на частном обучении, а после поступил в Баллиол-колледж. В 1872 году он получил премию сэра Роджера Ньюдигейта за поэму «Суэцкий перешеек». У Мэллока не было определённой специальности, однако, однажды он рассматривал вариант дипломатической карьеры. Он заинтересовывал своими сатирическими романами, написанными во время обучения в Оксфорде, в которых он описывал таких выдающихся людей, как Арнолд Мэтью, Томас Карлейль, Томас Генри Гексли и Вайолет Фейн. Несмотря на то, что вначале книга не получила одобрения со стороны критиков, она сразу же вызвала скандал относительно портрета Уолтера Патера, английского литературоведа.
Главный труд Патера, «Учение в истории Ренессанса», был опубликован в 1873 году. В течение следующих трёх или четырёх лет Уолтер подвергался осуждению своей работы. Кроме того, упоминание о нём сделал Уильям Мэллок в своём сатирическом произведении Новая республика, опубликованном в Белгрейвии в 1876-7 годах. Уолтер Патер был представлен беспомощным, чувственным человеком, любителем молодых людей. Во втором издании «Учения» эпилог был убран, частично по мнению общества, но по большей мере из-за давления, оказываемого на него в Оксфорде многими преподавателями, к примеру, Бенджамином Джоветтом. Также романтические отношения Мэллока с Уильямом Мани Хардингом, студентом Balliol, грозили литературоведу большим скандалом.

Новая книга Мэллока отклонила его кандидатуру от участия в Оксфордском профессорском конкурсе поэзии. Через несколько месяцев он издал новую книгу «Изучение Диониса: духовная форма огня и росы», как таковой ответ на отстранение.
Его дар изложения и проницательная логика проявлялись в последующие годы как в художественной литературе, так и в сочинениях. В серии книг с религиозной направленностью Мэллок настаивал на невозможном построении религиозных убеждений только по научным данным и считал догмат основой веры. В работах «Стоит ли жизнь того, чтобы её прожить?» и «Новые Павел и Вирджиния» он защищал Римскую Католическую церковь и атаковал позитивистские теории; Харрелл Фроуд, основатель Оксфордского движения, был дядей Уильяма Мэллока.
В книге о положении английской церкви, «Доктрина и нарушение Доктрины»(1900), Мэллок говорил о необходимости наличия определённого вероучения. Более поздние тома с подобным замыслом назвались «Религия как благонадёжная Доктрина» (1903) и «Восстановление Веры» (1905). Он также занимался написанием различных статей, публикуемых в журналах и газетах, таких как The Forum, National Review, Public Opinion, Contemporary Review и Harper’s Weekly. В частности, одна из них, выпущенная в апрельском выпуске «The Fortnightly Review», была направлена против агностицизма Томаса Генри Гексли и являлась ответом на дискуссию Гексли и епископа Питерборо, Уильяма Коннора Маги.
Помимо всего прочего, он издавал книги об экономике против радикальных и националистических теорий: Социальное равенство (1882), «Собственность и Прогресс» (1884), «Труд и народное благосостояние» (1893), «Классы и массы» (1896), «Аристократия и эволюция» (1898) и «Критичное изучение социализма» (1908) — и позже посетил Соединённые Штаты Америки, чтобы провести серию лекций на тему:
Гражданская Федерация Нью-Йорка, очень влиятельный орган, различными путями пытающийся устранить производственные разногласия в Америке, приняла решение дополнить свою деятельность кампанией политического и экономического образования и пригласила меня в начале 1907 года, чтобы начать беседу о социализме, которая могла быть обсуждена в главных университетах Соединённых Штатов. Я принял это приглашение, но поскольку проект был новым, возникли некоторые трудности по отношению к его реализации — должна ли каждая лекция отличаться от другой, или во всех городах, которые я посещу, они будут почти одинаковые. В конечном итоге выбрали второй вариант, сделавший мои речи более понятными для всех курсантов. Таким образом, в Нью-Йорке, Кембридже, Чикаго, Филадельфии и Балтиморе были сказаны практически идентичные слова.
В числе его антисоциалистических работ должен быть выделен роман «Перемены старого порядка» (1886). Среди остальных произведений Мэллока «Роман девятнадцатого века» (1881), «Человеческий документ» (1892), «Сердце жизни» (1895), «Храмовая завеса» (1904) и «Бессмертная душа» (1908).
Уильяму уделил внимание Керк Расселл в своей книге «Консервативный разум»:
Как можно обобщить труд Мэллока, который включает в себя 27 частей? Особенно Уильям запомнился своей первой книгой, написанной ещё когда он учился в Оксфорде, «Новая Республика» — "лучшая работа, написанная студентом, " — справедливо отметил Профессор Тиллотсон. Стоит обратить внимание и на другие его книги: философские учения, поучительные романы, политические увещевания, статьи по социальной статистике и даже собственные стихи.
"Он обладал удивительной сообразительностью, точными и широкими знаниями, прекрасным вкусом, " — говорил Сейнтсбери о Мэллоке. «Как казалось — я считаю, многим — что он был подобен Аристофану или Свифту, причём не сильно ниже их по уровню… Но всё же после невероятного успеха „Новой Республики“ он так и не достиг былого успеха. Относить его провална счёт принципов, которых Мэллок придерживался — значит винить тех, кому эти принципы пришлись не по душе, значит вещать на них ими любимый ярлык „сборища идиотов“. Мы замечаем умных людей только тогда, когда видим их, даже если они — враги. Что именно было его изъяном, не знаю. Возможно, недостаток чётко выраженного вкуса и характера.» За последние два или три года интерес к творчеству Мэллока значительно вырос. Вполне возможно, что это происходит за счёт возрождения консерватизма, о котором мечтал Уильям Харрел, и событиям, которые ему удалось предсказать в сюжетах своих книг. «Стоит ли жизнь, того чтобы её прожить?», «Социальное равенство», «Пределы чистой демократии» и автобиография Мэллока, несомненно, заслуживают внимания тех, кто предпочитает читать авторов с консервативным взглядом на мир. Уильям умер в 1923 году, наполовину забытым; но с тех пор не нашлось равных ему английских консервативных мыслителей. Он провёл свою жизнь в борьбе против морального и политического радикализма, и, по большому счёту, ни один из стилей его работ не имеет аналогов по всему миру.
Получив по наследству черты деревенского мужчины со склонностями поэта, Мэллок стал памфлетистом и статистиком по Бентамскому образцу. Всё это он сделал ради прежней английской жизни, которую он описал в мемуарах о жизни и литературе: великолепные дома, тёплые разговоры, вина и ужины, спокойствие незапамятных путей. Это могло быть консерватизмом наслаждения, но Уильям Харрел склонялся к версии, что все эти вещи — консерватизм интеллекта. Для всего этого Мэллок провёл всю свою жизнь за работой, сдавая отчёты о подоходных налогах; без всякой помощи он справлялся с задачами, выполнением которых сейчас занимается Центр Актуальной Политики. "Практически во всех его книгах стоило бы отметить стремление Уильяма к Истине, которая даст душе нечто большее, чем размытый ответ, " — говорил сэр Джон Сквайр. В поисках этой правды Мэллок нападал на многих из самых яростных персонажей своего времени — Гексли, Спенсера, Джоветта, Кидда, Уэбба. И ни один из этих авторов, в том числе и Бернард Шоу, не прославились после перепалок с ним.

 В детстве Мэллок, описывая в нескольких словах, говорил, что любое восстание или негодование против установленных правил были наглостью и не имели особого смысла. Его главным стремлением была попытка возродить классическую поэзию. Когда Уильям стал старше, он понял, что "целый список вещей - религиозных и социальных - которые предпочитала литература, и которые я считал непоколебимыми, подвергались изменениям, не позволявшим мне сидеть на ровном месте." Уильям перешёл на защиту православной религии от поклонников сомнительной науки.
```
Его книга 1878 года "Лукреций" включала в себя несколько переводов римских поэтов, что было особенно заметно в "Лукреций о жизни и смерти" (1900), книге стихотворных парафраз, написанных в стиле 
Рубайат Омара Хайяма
 Эдварда Фицджеральда.(Второе издание было выпущено в 1910 году.)
```

## Влияние и наследие
По иронии судьбы, последняя книга Мэллока была очень высоко оценена верующими в Бога и атеистами. Корлисс Ламонт даже включил в «A Humanist Funeral Service» часть третьей песни Уильяма. В начале книги сам Мэллок, казалось, предлагает её для использования такими вольнодумцами:
Те, кто всё же…есть противники принципов, которые Лукерций разделяет со всем миром, с трудом находят надежду, доступную для них, внушённую писателем с более высоким достоинством, чем та, с которой это сделает ученик Эпикура.
Художник Том Филлипс использовал «Человеческий документ» Мэллока как основу для создания проекта «A Humument», в результате которого на свет появились произведения искусства, частично передающие содержание романа.
Известная английская романистка Уида (Мария Луиза Раме) посвятила целую книгу сочинений «Взгляды и мнения» (1895) Уильяму Харреллу: «В. Х. Мэллоку. В качестве небольшого знака уважения и интеллектуального восхищения.»
Написал:
- «The new republic» (1876)
- «The new Paul and Virginia»
- «Is life worth living» (1879)
- «A romance of the nineteenth century» (1881)

и другие произведения
Книга Мэллока «A Human Document» была использована художником Томом Филлипсом в арт-проекте «A Humument».